# Стефан Чарноцький
Стефан Чарноцький (пол. Stefan Czarnocki; 1878, Гайлянці, Віленської губ.– 1947, м. Краків) — польський геолог, гірничий інженер.

## Біографія
Закінчив Петербурзький гірничий інститут (1906).
У 1907—1922 — співробітник Російського Геологічного комітету. Вивчав нафтоносні родовища Кавказу і Передкавказзя (Апшеронський півострів, Дагестан, район Майкопа та ін.).
У 1922 емігрував до Польщі, де зайняв посаду віце-директора Державного геологічного інституту у Варшаві (в 1937—1938 директор інституту). З 1938 р. — завідувач кафедрою прикладної геології Краківської гірничої академії. Вивчав геологію південних регіонів Польщі.
Опублікував спогади про К. І. Богдановича. ("Wecznik Polskiego Towarystwa Geologicznego. T. 12, 1936).
Під час ІІ світової війни перебував у концтаборі Заксенгаузен.
В 1945—1947 рр. — президент Польського геологічного товариства.

## Інтернет-джерела
- https://web.archive.org/web/20100502053656/http://geology.by/biogrphy/104/485.html

1. ↑  https://commons.wikimedia.org/wiki/File:Gr%C3%B3b_prof._Stefana_Czarnockiego.jpg